# 중2병
중2병(일본어: 中二病, 厨二病 추니뵤[*])은 사춘기를 비꼬는 인터넷 속어이다. 일본에서 개그의 소재나, 가벼운 표현으로 사용되며 1999년 이주인 히카루의 발언으로 인해 만들어졌다. 대한민국에서도 사용되기 시작하고 사춘기인 청소년들을 비하, 혐오하는 말로 사용된다. 사춘기는 주로 13~15세 사이에 오는데 15세에 오는 청소년들이 많아서 중2병이라는 표현을 한다.

## 어원
중2병은 일본의 라디오 프로그램인 《이주인 히카루의 심야의 엄청난 힘》에서 처음 등장했다. 1999년 진행자인 이주인 히카루는 방송에서 "나는 아직 중2병에 걸려 있다"고 말한 데서 유래하였다. 웹툰 싸우자 귀신아에서는 중2병을 "세상에서 자신이 제일 불행하고 고독하며 세상을 등진 존재라 여기는 증상을 몇 학년 더 먹은 사람들이 비꼬아 만든 신조어"라고 정의하였다.
이 시기에는 사춘기 특유의 감성과 상상력, 반항심과 허세가 최고조에 이르며 현실기피, 우울증, 과대망상 증상도 보인다. 또한 자신이 남들보다 우월하다는 생각을 하게 된다. 교사들은 중학교 2학년이 가장 다루기 어려운 학년이라고 토로하기도 한다. 이러한 특성 때문에 한국에서는 우스갯소리로 북한이 남침하지 못하는 이유를 '중2가 무서워서'라고 빗대기도 한다. 하지만 이러한 증세는 시간이 지나며 현실을 깨닫게 되면 자연스럽게 치료되거나 심각해지면 사회적 이기주의자나 착각쟁이로 발전될 위험이 있다.

## 영향
일본에서는 중2병을 소재로 한 라이트 노벨인 중2병이라도 사랑이 하고 싶어!가 발간되었다. 2013년, 문용린 서울특별시 교육감은 중2병을 치료하겠다고 중2학년을 대상으로 가을 단축 마라톤 대회를 열겠다고 했다가 비난을 받기도 했다.

## 같이 보기
- 사춘기
- 착각
- 욕설
- 모욕